# 1the9
1THE9 (hangul: 원더나인, estilizado como 1THE9, pronunciado como Wonder Nine) fue una boy band surcoreana formada a través del concurso de supervivencia de 2018 Under Nineteen. El grupo estaba compuesto de 9 miembros: Yoo Yong-ha, Kim Tae-woo, Lee Seung-hwan, Shin Ye-chan, Kim Jun-seo, Jeon Do-yum, Jung Jin-sung, Jeong Taek-hyeon y Park Sung-won. Los miembros debutantes del grupo fueron anunciados el 9 de febrero de 2019 y promocionaron bajo MBK Entertainment durante 12 meses. Se disolvieron el 8 de agosto de 2020.

## Historia

### Predebut:Under Nineteen
1THE9 fue formado a través del programa 'de supervivencia' Under Nineteen, el cual se emitió en MBC del 3 de noviembre de 2018 hasta el 9 de febrero de 2019. De los 57 participantes iniciales, los 9 finalistas fueron escogidos por votación de la audiencia y anunciado por televisión en vivo.
Durante la transmisión final, los miembros finalistas fueron clasificados y elegidos para debutar por votos de los seguidores. Se anunció que la alineación final haría un V Live para dar las gracias a los seguidores dos horas después del programa así como su nombre. Más tarde se anunció que director de equipo vocal Crush escribiría y produciría el sencillo de debut del grupo.
A pesar de que su debut oficial estaba planificado para abril, participaron en "Under Nineteen's Final Concert" el 23 de febrero de 2019 interpretando canciones del programa con los otros participantes. Desde el programa, los miembros han interpretado el sencillo "Like A Magic" en programas de música y la han utilizado él como sencillo de promoción previo a su debut.

### 2019: Debut con XIX
El 22 de febrero de 2019, se anunció que su debut oficial estaba previsto para el 12 de abril con un concierto más tarde en el mes con su debut en Japón. También se anunció que una telerrealidad para el grupo comenzaría a emitirse el 22 de marzo. Su debut en Japón fue aplazado debido a que MBK quería centrarse primero en las promociones en Corea del Sur.
Una serie de teasers individuales fueron lanzados por miembro antes de que se anunciara la cronología del debut. El 5 de abril comenzó la cronología del debut y se reveló que el nombre del álbum era XIX y la canción titular sería "Spotlight". El 7 de abril se lanzó el tema "Domino", en el que aparece Crush, antes de su debut oficial el 13 de abril. 1THE9 comenzó a promocionar el álbum con "Spotlight" en varios programas de música.
El 17 de abril, realizaron su primera actuación a través de un especial de V Live durante una hora y media. Interpretaron 3 canciones, jugaron juegos y anunciaron que el nombre y el color del fandom serían Wonderland y Lime Punch, respectivamente.

## Miembros
- Yoo Yong-ha (유용하) - líder
- Kim Tae-woo (김태우)
- Lee Seung-hwan (이승환)
- Shin Ye-chan (신예찬)
- Kim Jun-seo (김준서)
- Jeon Do-yeom (전도염)
- Jung Jin-sung (정진성)
- Jeong Taek-hyeon (정택현)
- Park Sung-won (박성원)

## Filmografía

### Televisión
| Año       | Canal | Programa       | Ref.          |
| --------- | ----- | -------------- | ------------- |
| 2018–2019 | MBC   | Under Nineteen | [ 8 ]         |
| 2019      | MBC   | Wonderland     | [ 17 ] [ 18 ] |

### Radiofónico
| Año  | Canal    | Programa                           |
| ---- | -------- | ---------------------------------- |
| 2019 | MBC      | Idol Radio                         |
| 2019 | MBC FM4U | Kim Shin Young's Noon Song of Hope |

## Discografía
EPs
- XIX (2019)

## Giras de concierto
- Under Nineteen Final Concert[19]